# Jean-Claude Defossé
Jean-Claude Defossé, nascut Jean-Claude Dubié, és un periodista i polític belga, nascut el 1941 a Schaarbeek.
Primer va treballar com a professor d'arts plàstiques. El 1972 participa en les oposicions per esdevenir periodista a la cadena pública de televisió Radio-Télévision belge de la Communauté française (RTBF). Com son germà ja hi treballava, va prendre el cognom de sa mare, Defossé.

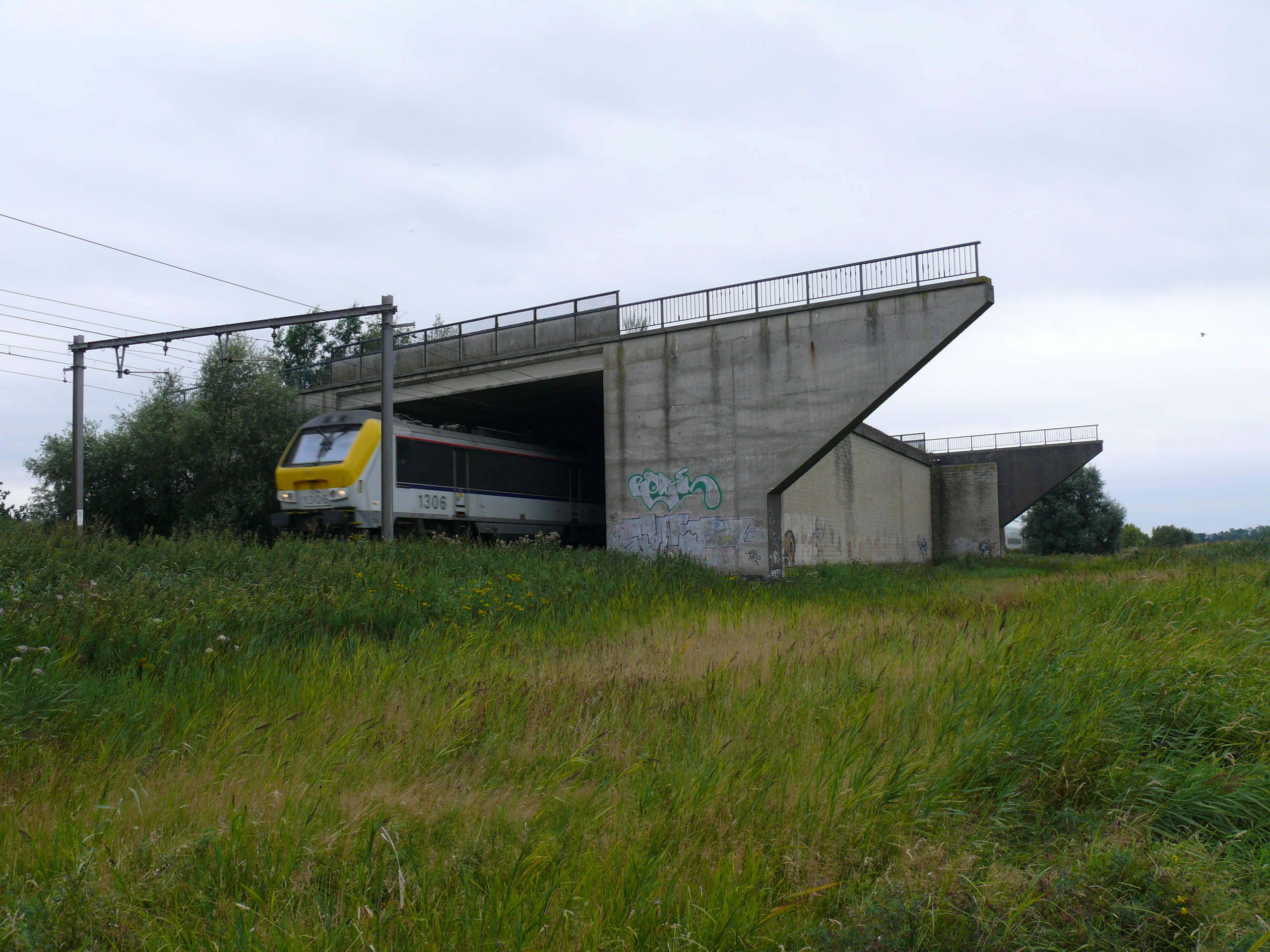
Gran obra inútil de l'autopista programada però mai construïda E404 a Varsenare, construït el 1976, enderrocat el 2012

Va ser conegut per la seva sèrie d'informes sobre «grans obres inútils». Des de 1986 hi informa sobre gran obres de construcció que no van servir pas per a res i mai no es van utilitar i així van sortir molt cares per a la caixa de l'estat o de les regions de Bèlgica. Hi desenvolupa un estil incisiu i irònic, que li va valdre moltes enemistats, sobretot entre els polítics i funcionaris responsables de les obres.
El 2005 va créar el programa Questions a la une («qüestions de portada») al qual aprofundeix qüestions d'actualitat. Fidel al seu concepte de periodisme d'investigació, hi va amb mètode. Els seus reportatges no sempre van plaure a les organitzacions o persones descrites. Una condemna moral de 2010, va ser anul·lat pel Tribunal Europeu de Drets Humans el 2022, per no respectar la llibertat d'expressió i l'interés general.
El 2009 es va presentar a les eleccions regionals de Brussel·les per al partit Ecolo i va ser elegit com a diputat regional i alhora va abandonar el periodisme per raons deontològiques. No conserva bons records d'aquesta excursió política i no es va tornar a presentar del 2014.

## Obres destacades
- Le petit guide des grands travaux inutiles [Guia petit de grans obres inútils] (en francès).  Brussel·les: Legrain, 1990, p. 344. OCLC 901880107.
- «Le Journal des Travaux Inutiles» (vídeo).